# Romersk litteratur
Med den romerske litteratur menes i almindelighed oldtidens latinske litteratur mellem ca. 200 f.Kr. og ca. 600 e.Kr.
Den romerske litteratur opstod således nogle århundreder efter den græske og  under kraftig påvirkning af den, og de tidligste litterære frembringelser på latin er oversat fra græsk. De to litteraturer kom til leve side om side i den romerske kejsertid.
Den klassiske romerske litteratur deles traditionelt i guldalderlatin (ca. 80 f.Kr. – ca. 14 e.Kr.) og sølvalderlatin (ca. 14 – ca. 180 e.Kr.).

## Tidlig latinsk  litteratur (200 – 80 f.Kr.)
Litteraturen var under kraftig påvirkning fra den græske litteratur.
Den første romerske forfatter, Livius Andronicus, var en græsk slave, der bl.a. oversatte Odysseen til latin på latinske vers (saturnier). Ennius skrev ligeledes epos og overtog også det græske versemål (heksameter). Komediedigterne Plautus og Terents havde den samtidige græske komedie som forbillede.
Den første prosaforfatter var Cato den Ældre

## Guldalder (80 f.Kr. – 14 e.Kr.)
Den romerske republiks sidste århundrede og tiden under Augustus var ikke kun en skelsættende periode i Romerrigets politiske historie, men også i den klassiske romerske litteratur. Det er den periodes forfattere, der kom til at danne skole, og selv om man stadig i al væsentlighed tog den græske litteratur som forbillede, stod de romerske forfattere på højde med grækerne.
Den største prosaforfatter var taleren Cicero. Andre væsentlige prosaforfattere er historikerne Julius Cæsar, Sallust og Livius. De tre største digtere var Virgil, Horats og Ovid, der alle var aktive i Augustus' tid, de to første som en del af kredsen om Augustus (og dennes kulturminister Mæcenas). Ellers kan nævnes epikuræeren Lukrets og lyrikerne Catul, Properts, Tibul og Sulpicia. Der var et livligt marked for bogruller, der solgtes i egentlige boghandler.

## Sølvalderlatin (14 – 180 e.kr.)
I sølvalderen gjorde den romerske litteratur sig mere fri af de græske forbilleder og forholdt sig snarere til de romerske klassikere.
Fremtrædende prosaforfattere var historikerne Vellejus Paterculus, Curtius Rufus, Tacitus og Sueton, filosoffen Seneca, romanforfatterne Petronius og Apulejus, retorikerne Seneca den Ældre, Quintilian, brevskriverne Fronto og Plinius den Yngre, antikvaren Aulus Gellius og naturhistorikeren Plinius den Ældre.
Betydelige digtere var epikerne Lucan, Valerius Flaccus og Statius, fabeldigteren Phædrus, tragediedigteren Seneca, satirikeren Juvenal og lyrikeren Martial.

## Senlatin (180 – 600 e.kr.)
Tidligere blev senantikken opfattet som en forfaldsperiode, og dens litteratur blev derfor set i dette negative lys. Litteraturen fortsætter dog de klassiske former, samtidig med at de religiøse omvæltninger fører til, at nye genrer får en mere central placering.
Af væsentlige senlatinske forfattere kan nævnes historikerne Ammianus Marcellinus, Cassiodorus og Jordanes, digteren Ausonius, brevskriveren Symmachus, grammatikerne Servius og Priscian, filosoffen Boethius og kirkefædrene Hieronymus og Augustin